# 4 Рака
4 Рака (лат. 4 Cancri, ω2 Cancri), Омега2 Рака — двойная звезда в созвездии Рака, удалённая от Земли на расстояние около 600 световых лет.
Главный компонент, 4 Рака А, — горячая белая звезда спектрального класса А, карлик главной последовательности.